# Tractat de Tarascó (1176)
La Pau de Tarascó fou una pau concertada entre Ramon V de Tolosa i Alfons el Cast l'abril de l'any 1176 a Tarascó on, a canvi del pagament de trenta mil marcs d'argent, el comte de Tolosa renunciava a les seves pretensions sobre Provença, el Gavaldà i el Carladès. Aquesta pau resultà de l'enfortiment a Occitània de la posició d'Alfons el Cast, que havia consolidat entre 1168 i 1173 aprofitant el conflicte de Ramon V amb Enric II d'Anglaterra.

## Antecedents
El 1166, Ramon Berenguer III de Provença va morir en el setge de la ciutat de Niça, que s'havia rebel·lat, deixant només una filla, Dolça de Provença. La regència catalano-aragonesa, al·legant la manca de descendència masculina, va obtenir que el comtat de Provença passés a Alfons el Cast, cosí germà de Ramon Berenguer III. Per conservar Provença, fou necessari vèncer amb l'ajuda de la flota genovesa els alçaments atiats a la Camarga i a Argença pels partidaris de Ramon V de Tolosa, que dominaven la plaça forta d'Albaron, recuperada per la facció barcelonina. El 1167, comptant amb el suport dels vescomtes de Montpeller, de l'episcopat provençal i de la Casa de Baus, que havia abandonat la seva anterior política anti-barcelonina, els regents catalano-aragonesos van poder considerar consolidat el domini sobre Provença, a més de signar el 1175 el tractat de l'Emparança, pel que el que es vinculava la vall d'Aran amb la Corona.